# Burgajet
Burgajet is een plaats in centraal Albanië. Het telt ongeveer 1000 inwoners en ligt in de prefectuur Dibër. Burgajet maakt deel uit van de deelgemeente Lis.

## Zog I van Albanië
Koning Zog I van Albanië is geboren in Burgajet.

## Bezienswaardigheden
- Kasteel van Burgajet (de geboorteplaats van koning Zog I van Albanië)